# Tênis de mesa nos Jogos Olímpicos de Verão de 2024 - Equipes masculinas
A competição por equipes masculinas do tênis de mesa nos Jogos Olímpicos de Verão de 2024 foi disputada entre 5 e 9 de agosto de 2024 na Arena Paris Sul, em Paris. Um total de 48 mesatenistas de 16 Comitês Olímpicos Nacionais (CON) participaram do evento.

## Qualificação
Um total de 16 CONs classificaram um trio de jogadores de tênis de mesa. As vagas iniciais foram concedidas as quatro primeiras equipes no Campeonato Mundial por Equipes da Federação Internacional de Tênis de Mesa (ITTF) de 2024, realizado entre 16 e 25 de fevereiro em Busan, na Coreia do Sul. Seis torneios de qualificação continentais (África, Ásia, Europa e Oceania, com as Américas divididas entre Norte e Latina) ofereceram vagas por equipe aos CONs mais bem classificados de cada torneio. Além do país anfitrião, a vaga restante foi atribuída ao CON elegível com melhor classificação com base no ranking mundiais de equipes da ITTF de março de 2024.

## Formato
Cada confronto eliminatório entre as equipes é composto de cinco partidas, vencendo quem obtiver três vitórias. A ordem de uma confronto por equipes é o seguinte: uma partida de duplas e duas partidas de simples; se nenhum dos lados tiver vencido três partidas até este ponto, um máximo de mais duas partidas extras de simples são jogados.
|   |                         | Equipe ABC | vs | Equipe XYZ |
| - | ----------------------- | ---------- | -- | ---------- |
| 1 | Duplas                  | B + C      | vs | Y + Z      |
| 2 | Simples                 | A          | vs | X          |
| 3 | Simples                 | C          | vs | Z          |
| 4 | Simples (se necessário) | A          | vs | Y          |
| 5 | Simples (se necessário) | B          | vs | X          |

## Calendário
| P | Preliminares | QF | Quartas de final | SF | Semifinais | F | Finais |

| 5 ago | 6 ago | 6 ago | 7 ago | 7 ago | 8 ago | 9 ago |
| ----- | ----- | ----- | ----- | ----- | ----- | ----- |
| P     | P     | QF    | QF    | SF    | SF    | F     |

## Medalhistas
|  | CHN China                        |  | SWE Suécia                                       |  | FRA França                             |
|  | Wang Chuqin Ma Long Fan Zhendong |  | Anton Källberg Truls Möregårdh Kristian Karlsson |  | Félix Lebrun Alexis Lebrun Simon Gauzy |

## Cabeças de chave
Os cabeças de chave foram definidos pelo ranking mundial de 16 de julho de 2024.
| Pos. | Equipe            | Mesatenistas (ranking mundial individual de julho de 2024) | Mesatenistas (ranking mundial individual de julho de 2024) | Mesatenistas (ranking mundial individual de julho de 2024) |
| ---- | ----------------- | ---------------------------------------------------------- | ---------------------------------------------------------- | ---------------------------------------------------------- |
| 1    | CHN China         | Wang Chuqin (1)                                            | Ma Long (3)                                                | Fan Zhendong (4)                                           |
| 2    | GER Alemanha      | Dang Qiu (11)                                              | Dimitrij Ovtcharov (14)                                    | Timo Boll (24)                                             |
| 3    | FRA França        | Félix Lebrun (5)                                           | Alexis Lebrun (16)                                         | Simon Gauzy (29)                                           |
| 4    | JPN Japão         | Tomokazu Harimoto (9)                                      | Shunsuke Togami (15)                                       | Hiroto Shinozuka (39)                                      |
| 5    | KOR Coreia do Sul | Jang Woo-jin (13)                                          | Cho Dae-seong (20)                                         | Lim Jong-hoon (30)                                         |
| 6    | TPE Taipé Chinês  | Lin Yun-ju (8)                                             | Kao Cheng-jui (32)                                         | Chuang Chih-yuan (36)                                      |
| 7    | SWE Suécia        | Anton Källberg (25)                                        | Truls Möregårdh (26)                                       | Kristian Karlsson (60)                                     |
| 8    | POR Portugal      | Marcos Freitas (17)                                        | Tiago Apolónia (66)                                        | João Geraldo (71)                                          |
| 9    | BRA Brasil        | Hugo Calderano (6)                                         | Vitor Ishiy (85)                                           | Guilherme Teodoro (122)                                    |
| 10   | DEN Dinamarca     | Jonathan Groth (23)                                        | Anders Lind (62)                                           | Martin Buch Anderson (279)                                 |
| 11   | CRO Croácia       | Tomislav Pucar (53)                                        | Andrej Gaćina (68)                                         | Filip Zeljko (121)                                         |
| 12   | SLO Eslovênia     | Darko Jorgić (18)                                          | Deni Kožul (126)                                           | Peter Hribar (249)                                         |
| 13   | EGY Egito         | Mohamed El-Beiali (47)                                     | Youssef Abdel-Aziz (92)                                    | Khalid Assar (142)                                         |
| 14   | IND Índia         | Sharath Kamal Achanta (40)                                 | Manav Vikash Thakkar (56)                                  | Harmeet Desai (86)                                         |
| 15   | AUS Austrália     | Nicholas Lum (38)                                          | Finn Luu (44)                                              | Hwan Bae (281)                                             |
| 16   | CAN Canadá        | Edward Ly (37)                                             | Eugene Wang (106)                                          | Jeremy Hazin (538)                                         |

## Resultados
A competição foi realizada ao longo de cinco dias até a definição das equipes medalhistas:
| Primeira rodada | Primeira rodada   | Primeira rodada |  |  | Quartas de final | Quartas de final  | Quartas de final |  |  | Semifinal | Semifinal  | Semifinal |  |                     | Final               | Final               | Final |
|                 |                   |                 |  |  |                  |                   |                  |  |  |           |            |           |  |                     |                     |                     |       |
| 1               | CHN China         | 3               |  |  |                  |                   |                  |  |  |           |            |           |  |                     |                     |                     |       |
| 14              | IND Índia         | 0               |  |  | 1                | CHN China         | 3                |  |  |           |            |           |  |                     |                     |                     |       |
| 11              | CRO Croácia       | 0               |  |  | 5                | KOR Coreia do Sul | 0                |  |  |           |            |           |  |                     |                     |                     |       |
| 5               | KOR Coreia do Sul | 3               |  |  |                  |                   |                  |  |  | 1         | CHN China  | 3         |  |                     |                     |                     |       |
| 12              | SLO Eslovênia     | 0               |  |  |                  |                   |                  |  |  | 3         | FRA França | 0         |  |                     |                     |                     |       |
| 3               | FRA França        | 3               |  |  | 3                | FRA França        | 3                |  |  |           |            |           |  |                     |                     |                     |       |
| 8               | POR Portugal      | 1               |  |  | 9                | BRA Brasil        | 0                |  |  |           |            |           |  |                     |                     |                     |       |
| 9               | BRA Brasil        | 3               |  |  |                  |                   |                  |  |  |           |            |           |  |                     | 1                   | CHN China           | 3     |
| 7               | SWE Suécia        | 3               |  |  |                  |                   |                  |  |  |           |            |           |  |                     | 7                   | SWE Suécia          | 0     |
| 10              | DEN Dinamarca     | 0               |  |  | 7                | SWE Suécia        | 3                |  |  |           |            |           |  |                     |                     |                     |       |
| 16              | CAN Canadá        | 0               |  |  | 2                | GER Alemanha      | 0                |  |  |           |            |           |  |                     |                     |                     |       |
| 2               | GER Alemanha      | 3               |  |  |                  |                   |                  |  |  | 7         | SWE Suécia | 3         |  |                     |                     |                     |       |
| 15              | AUS Austrália     | 0               |  |  |                  |                   |                  |  |  | 4         | JPN Japão  | 2         |  |                     |                     |                     |       |
| 4               | JPN Japão         | 3               |  |  | 4                | JPN Japão         | 3                |  |  |           |            |           |  | Disputa pelo bronze | Disputa pelo bronze | Disputa pelo bronze |       |
| 13              | EGY Egito         | 0               |  |  | 6                | TPE Taipé Chinês  | 1                |  |  |           |            |           |  |                     | 3                   | FRA França          | 3     |
| 6               | TPE Taipé Chinês  | 3               |  |  |                  |                   |                  |  |  |           |            |           |  |                     | 4                   | JPN Japão           | 2     |

Todos os confrontos seguem o fuso horário local (UTC+2)

### Primeira rodada
| 5 de agosto 10:00 Relatório | Suécia SWE | 3 – 0 | DEN Dinamarca |  |

|                                    | Partidas individuais               |       |                                       |                               |
| Anton Källberg / Kristian Karlsson | Anton Källberg / Kristian Karlsson | 3 – 1 | Martin Buch Andersen / Jonathan Groth | 11–13, 11–8, 11–6, 11–3       |
| Truls Möregårdh                    | Truls Möregårdh                    | 3 – 2 | Anders Lind                           | 11–7, 9–11, 11–13, 11–5, 11–9 |
| Kristian Karlsson                  | Kristian Karlsson                  | 3 – 0 | Jonathan Groth                        | 11–8, 12–10, 11–7             |
|                                    |                                    |       |                                       |                               |
|                                    |                                    |       |                                       |                               |

| 5 de agosto 10:00 Relatório | Egito EGY | 0 – 3 | TPE Taipé Chinês |  |

|                                   | Partidas individuais              |       |                                  |                                |
| Khalid Assar / Youssef Adbel-Aziz | Khalid Assar / Youssef Adbel-Aziz | 2 – 3 | Chuang Chih-yuan / Kao Cheng-jui | 12–10, 13–11, 9–11, 6–11, 9–11 |
| Mohamed El-Beiali                 | Mohamed El-Beiali                 | 0 – 3 | Lin Yun-ju                       | 7–11, 10–12, 7–11              |
| Youssef Adbel-Aziz                | Youssef Adbel-Aziz                | 1 – 3 | Kao Cheng-jui                    | 10–12, 11–9, 6–11, 9–11        |
|                                   |                                   |       |                                  |                                |
|                                   |                                   |       |                                  |                                |

| 5 de agosto 15:00 Relatório | Austrália AUS | 0 – 3 | JPN Japão |  |

|                         | Partidas individuais    |       |                                    |                   |
| Nicholas Lum / Finn Luu | Nicholas Lum / Finn Luu | 0 – 3 | Shunsuke Togami / Hiroto Shinozuka | 8–11, 6–11, 6–11  |
| Hwan Bae                | Hwan Bae                | 0 – 3 | Tomokazu Harimoto                  | 4–11, 4–11, 12–14 |
| Finn Luu                | Finn Luu                | 0 – 3 | Hiroto Shinozuka                   | 9–11, 7–11, 2–11  |
|                         |                         |       |                                    |                   |
|                         |                         |       |                                    |                   |

| 5 de agosto 15:00 Relatório | Portugal POR | 1 – 3 | BRA Brasil |  |

|                                 | Partidas individuais            |       |                                 |                                |
| Tiago Apolónia / Marcos Freitas | Tiago Apolónia / Marcos Freitas | 2 – 3 | Vitor Ishiy / Guilherme Teodoro | 10–12, 9–11, 11–7, 11–8, 10–12 |
| João Geraldo                    | João Geraldo                    | 0 – 3 | Hugo Calderano                  | 11–13, 5–11, 7–11              |
| Marcos Freitas                  | Marcos Freitas                  | 3 – 0 | Guilherme Teodoro               | 11–7, 12–10, 11–4              |
| João Geraldo                    | João Geraldo                    | 2 – 3 | Vitor Ishiy                     | 12–14, 11–8, 11–8, 9–11, 12–14 |
|                                 |                                 |       |                                 |                                |

| 5 de agosto 20:00 Relatório | França FRA | 3 – 0 | SLO Eslovênia |  |

|                             | Partidas individuais        |       |                           |                              |
| Simon Gauzy / Alexis Lebrun | Simon Gauzy / Alexis Lebrun | 3 – 0 | Peter Hribar / Deni Kožul | 11–9, 11–7, 11–7             |
| Félix Lebrun                | Félix Lebrun                | 3 – 2 | Darko Jorgić              | 11–8, 8–11, 5–11, 11–4, 11–9 |
| Alexis Lebrun               | Alexis Lebrun               | 3 – 1 | Deni Kožul                | 11–8, 6–11, 11–4, 11–5       |
|                             |                             |       |                           |                              |
|                             |                             |       |                           |                              |

| 5 de agosto 20:00 Relatório | Canadá CAN | 0 – 3 | GER Alemanha |  |

|                            | Partidas individuais       |       |                      |                        |
| Jeremy Hazin / Eugene Wang | Jeremy Hazin / Eugene Wang | 1 – 3 | Dang Qiu / Timo Boll | 5–11, 11–8, 8–11, 5–11 |
| Edward Ly                  | Edward Ly                  | 1 – 3 | Dimitrij Ovtcharov   | 4–11, 11–9, 6–11, 5–11 |
| Eugene Wang                | Eugene Wang                | 0 – 3 | Timo Boll            | 8–11, 5–11, 10–12      |
|                            |                            |       |                      |                        |
|                            |                            |       |                      |                        |

| 6 de agosto 10:00 Relatório | China CHN | 3 – 0 | IND Índia |  |

|                       | Partidas individuais  |       |                               |                        |
| Ma Long / Wang Chuqin | Ma Long / Wang Chuqin | 3 – 0 | Harmeet Desai / Manav Thakkar | 11–2, 11–3, 11–7       |
| Fan Zhendong          | Fan Zhendong          | 3 – 1 | Sharath Kamal                 | 9–11, 11–7, 11–7, 11–5 |
| Wang Chuqin           | Wang Chuqin           | 3 – 0 | Manav Thakkar                 | 11–9, 11–6, 11–9       |
|                       |                       |       |                               |                        |
|                       |                       |       |                               |                        |

| 6 de agosto 10:00 Relatório | Croácia CRO | 0 – 3 | KOR Coreia do Sul |  |

|                              | Partidas individuais         |       |                              |                        |
| Filip Zeljko / Andrej Gaćina | Filip Zeljko / Andrej Gaćina | 0 – 3 | Cho Dae-seong / Jang Woo-jin | 4–11, 7–11, 6–11       |
| Tomislav Pucar               | Tomislav Pucar               | 0 – 3 | Lim Jong-hoon                | 2–11, 7–11, 9–11       |
| Andrej Gaćina                | Andrej Gaćina                | 1 – 3 | Jang Woo-jin                 | 6–11, 11–7, 6–11, 4–11 |
|                              |                              |       |                              |                        |
|                              |                              |       |                              |                        |

### Quartas de final
| 6 de agosto 15:00 Relatório | Japão JPN | 3 – 1 | TPE Taipé Chinês |  |

|                                    | Partidas individuais               |       |                                  |                              |
| Hiroto Shinozuka / Shunsuke Togami | Hiroto Shinozuka / Shunsuke Togami | 3 – 0 | Chuang Chih-yuan / Kao Cheng-jui | 11–7, 11–5, 11–9             |
| Tomokazu Harimoto                  | Tomokazu Harimoto                  | 2 – 3 | Lin Yun-ju                       | 9–11, 11–9, 7–11, 11–3, 6–11 |
| Shunsuke Togami                    | Shunsuke Togami                    | 3 – 0 | Kao Cheng-jui                    | 11–5, 11–7, 11–5             |
| Tomokazu Harimoto                  | Tomokazu Harimoto                  | 3 – 0 | Chuang Chih-yuan                 | 11–7, 11–8, 11–9             |
|                                    |                                    |       |                                  |                              |

| 6 de agosto 20:00 Relatório | Suécia SWE | 3 – 0 | GER Alemanha |  |

|                                    | Partidas individuais               |       |                      |                              |
| Kristian Karlsson / Anton Källberg | Kristian Karlsson / Anton Källberg | 3 – 0 | Dang Qiu / Timo Boll | 12–10, 11–8, 11–8            |
| Truls Möregårdh                    | Truls Möregårdh                    | 3 – 2 | Dimitrij Ovtcharov   | 11–9, 8–11, 7–11, 11–8, 11–9 |
| Anton Källberg                     | Anton Källberg                     | 3 – 1 | Timo Boll            | 11–7, 11–9, 7–11, 11–8       |
|                                    |                                    |       |                      |                              |
|                                    |                                    |       |                      |                              |

| 7 de agosto 10:00 Relatório | China CHN | 3 – 0 | KOR Coreia do Sul |  |

|                       | Partidas individuais  |       |                              |                        |
| Ma Long / Wang Chuqin | Ma Long / Wang Chuqin | 3 – 0 | Cho Dae-seong / Jang Woo-jin | 11–5, 11–9, 11–5       |
| Fan Zhendong          | Fan Zhendong          | 3 – 1 | Lim Jong-hoon                | 11–7, 9–11, 11–9, 11–6 |
| Wang Chuqin           | Wang Chuqin           | 3 – 1 | Jang Woo-jin                 | 11–7, 6–11, 11–8,11–9  |
|                       |                       |       |                              |                        |
|                       |                       |       |                              |                        |

| 7 de agosto 15:00 Relatório | França FRA | 3 – 0 | BRA Brasil |  |

|                             | Partidas individuais        |       |                                 |                         |
| Simon Gauzy / Alexis Lebrun | Simon Gauzy / Alexis Lebrun | 3 – 0 | Guilherme Teodoro / Vitor Ishiy | 11–8, 11–9, 11–6        |
| Félix Lebrun                | Félix Lebrun                | 3 – 1 | Hugo Calderano                  | 11–6, 11–7, 11–13, 11–6 |
| Alexis Lebrun               | Alexis Lebrun               | 3 – 1 | Vitor Ishiy                     | 11–6, 9–11, 11–5, 11–7  |
|                             |                             |       |                                 |                         |
|                             |                             |       |                                 |                         |

### Semifinal
| 7 de agosto 20:00 Relatório | Suécia SWE | 3 – 2 | JPN Japão |  |

|                                    | Partidas individuais               |       |                                    |                              |
| Anton Källberg / Kristian Karlsson | Anton Källberg / Kristian Karlsson | 1 – 3 | Hiroto Shinozuka / Shunsuke Togami | 11–8, 9–11, 4–11, 7–11       |
| Truls Möregårdh                    | Truls Möregårdh                    | 1 – 3 | Tomokazu Harimoto                  | 11–13, 11–9, 5–11, 10–12     |
| Kristian Karlsson                  | Kristian Karlsson                  | 3 – 1 | Shunsuke Togami                    | 7–11, 11–9, 11–9, 11–5       |
| Truls Möregårdh                    | Truls Möregårdh                    | 3 – 1 | Hiroto Shinozuka                   | 11–5, 11–6, 5–11, 12–10      |
| Anton Källberg                     | Anton Källberg                     | 3 – 2 | Tomokazu Harimoto                  | 5–11, 5–11, 11–7, 11–7, 11–9 |

| 8 de agosto 10:00 Relatório | China CHN | 3 – 0 | FRA França |  |

|                       | Partidas individuais  |       |                             |                         |
| Ma Long / Wang Chuqin | Ma Long / Wang Chuqin | 3 – 0 | Simon Gauzy / Alexis Lebrun | 13–11, 11–5, 11–2       |
| Fan Zhendong          | Fan Zhendong          | 3 – 1 | Félix Lebrun                | 11–3, 13–11, 8–11,16–14 |
| Wang Chuqin           | Wang Chuqin           | 3 – 1 | Alexis Lebrun               | 7–11, 11–8, 11–9, 11–1  |
|                       |                       |       |                             |                         |
|                       |                       |       |                             |                         |

### Disputa pelo bronze
| 9 de agosto 10:00 Relatório | França FRA | 3 – 2 | JPN Japão |  |

|                             | Partidas individuais        |       |                                    |                                |
| Simon Gauzy / Alexis Lebrun | Simon Gauzy / Alexis Lebrun | 3 – 1 | Hiroto Shinozuka / Shunsuke Togami | 11-5, 11–7, 5–11, 11–6         |
| Félix Lebrun                | Félix Lebrun                | 3 – 2 | Tomokazu Harimoto                  | 11–13, 11–4, 9–11, 11–6, 12–10 |
| Alexis Lebrun               | Alexis Lebrun               | 1 – 3 | Shunsuke Togami                    | 8–11, 9–11, 11–9, 9–11         |
| Simon Gauzy                 | Simon Gauzy                 | 1 – 3 | Tomokazu Harimoto                  | 8–11, 11–8, 8–11, 12–14        |
| Félix Lebrun                | Félix Lebrun                | 3 – 1 | Hiroto Shinozuka                   | 11–7, 11–7, 12–14, 13–11       |

### Final
| 9 de agosto 15:00 Relatório | China CHN | 3 – 0 | SWE Suécia |  |

|                       | Partidas individuais  |       |                                    |                                |
| Ma Long / Wang Chuqin | Ma Long / Wang Chuqin | 3 – 2 | Anton Källberg / Kristian Karlsson | 8–11, 11–4, 11–3, 6–11, 11–7   |
| Fan Zhendong          | Fan Zhendong          | 3 – 2 | Truls Möregårdh                    | 10–12, 11–8, 11–9, 11–13, 11–5 |
| Wang Chuqin           | Wang Chuqin           | 3 – 2 | Kristian Karlsson                  | 11–9, 11–5, 10–12, 10–12, 11–2 |
|                       |                       |       |                                    |                                |
|                       |                       |       |                                    |                                |